# Непозиційні системи числення
Непозиційні системи числення — системи числення у яких величина, яку позначає цифра, не залежить від позиції її у числі. При цьому система може накладати обмеження на позиції цифр, наприклад, щоб вони були розташовані по спаданню, чи згруповані за значенням. Проте це не є принциповою умовою для розуміння записаних такими системами чисел.
Типовим прикладом непозиційної системи числення є римська система числення, в якій як цифри використовуються латинські букви:
- Римська цифра Десяткове значення
- I 1
- V 5
- X 10
- L 50
- C 100
- D 500
- M 1000

Наприклад, VII = 5 + 1 + 1 = 7. Тут символи V і I означають 5 і 1, відповідно, незалежно від місця їх у числі.
Прикладом непозиційної системи числення є числова система залишків.